# Serial Entrepreneur
Ein Serial Entrepreneur (Serienunternehmer, auch Seriengründer) gehört zu der Gruppe der „Habitual Entrepreneurs“ (Mehrfachgründer). Im Gegensatz zur zweiten Untergruppe der „Habitual Entrepreneurs“, dem „Parallel Entrepreneur“ ist der „Serial Entrepreneur“ immer nur an einem Gründungsprojekt gleichzeitig beteiligt. Nach Abschluss des Projekts widmet er sich einem neuen Projekt. Hierbei ist nicht entscheidend, ob die Projekte erfolgreich oder nicht erfolgreich abgeschlossen werden, da sich Entrepreneure über ihre Tätigkeit während des Projekts definieren. Zu diesem Zeitpunkt kann noch keine Aussage über einen eventuellen Erfolg getroffen werden.
Bekannte Serial Entrepreneurs im New-Economy-Bereich sind z. B.:
- Andreas von Bechtolsheim, Unternehmer und Investor, Mitgründer von Sun Microsystems und einer der ersten Investoren in Google
- die Samwer-Brüder
- Richard Branson, Unternehmer z. B. Virgin Group (Airline, Buchhandel, Plattenlabel, Cola, Finanzprodukte etc.)
- Martín Varsavsky, argentinischer Unternehmer und Investor, Mitbegründer von Medicorp Sciences, Gründer von Viatel, Jazztel, Ya.com, und FON sowie Investments in New-Economy-Unternehmensgründungen wie XING, sevenload, Netvibes, Technorati u. a.